# Laimosemion gransabanae
El rivulín Gran Sabana es la especie Laimosemion gransabanae, un pez de agua dulce la familia de los rivulines en el orden de los ciprinodontiformes.

## Morfología
De cuerpo alargado y un bello color violeta, los machos pueden alcanzar los 5 cm de longitud máxima.

## Distribución geográfica
Se encuentran en ríos de América del Sur, en la cuenca fluvial del río Orinoco en Venezuela.

## Hábitat
Viven en pequeños cursos de agua entre 22 y 25 °C de temperatura, de comportamiento bentopelágico y no migrador.
No es un pez estacional. Es muy difícil de mantener cautivo en acuario.